# Charles Journet
Charles Journet (Ginebra, 1891 - Friburg, 1975) va ser un teòleg i religiós catòlic suís. Va interessar-se per les relacions entre catòlics i protestants i va denunciar l'antisemitisme dels nazis. Va dirigir la revista Nova et vetera des de 1928 fins a la seva mort. Va rebre la influència de Jacques Maritain i va estudiar durant anys la figura de Sant Joan de la Creu. Va escriure Connaissance et inconnaissance de Dieu (1943) o L'Église du Verbe Incarné, en tres volums (1942, 1951, 1963).
El 1965 va ser nomenat cardenal i va participar en el Concili Vaticà II, especialment en el tema de la llibertat religiosa i la constitució de Gaudium et Spes. Va ser mentor del cardenal suís Georges Cottier.
Mort a Friburg (Suïssa) el 1975, fou enterrat al monestir de la Valsainte a Gruyères. Després de la seva mort va demanar-se la seva beatificació, procés acceptat per la Congregació per a les Causes dels Sants que li va atorgar el títol de Servent de Déu.